# Lista monumentelor istorice din județul Mureș - M

Simbol pentru monumentele istorice

Lista monumentelor istorice din județul Mureș - M cuprinde monumentele istorice înscrise în Patrimoniul cultural național al României și aflate în localități ce încep cu litera M din județul Mureș.
Lista completă este menținută și actualizată periodic de către Ministerul Culturii, Cultelor și Patrimoniului Național din România, prin intermediul Institutului Național al Patrimoniului, ultima versiune datând din 2015. Această listă cuprinde și actualizările ulterioare, realizate prin ordin al ministrului culturii.
| Cod LMI                               | Denumire                                                   | Localitate                           | Localizare | Datare, Creatori                                           | Imagine               | Erori             |
| ------------------------------------- | ---------------------------------------------------------- | ------------------------------------ | --- | ---------------------------------------------------------- | --------------------- | ----------------- |
| MS-I-s-B-15393 (RAN: 118101.01)       | Fortificație                                               | sat Măgherani; comuna Măgherani      | „Cetatea lui Cocio” (Kacso-vára), pe „Dealul lui Kati” (Katihegyese) 46.58333°N 24.89611°E                              | Epoca medievală                                            | Încarcă foto \| video | Raportează eroare |
| MS-I-s-B-15394 (RAN: 118101.02)       | Așezarea de la Măgherani                                   | sat Măgherani; comuna Măgherani      | „Piscul Cetății” 46.58333°N 24.88333°E                                                                                  |                                                            | Încarcă foto \| video | Raportează eroare |
| MS-I-m-B-15394.01 (RAN: 118101.02.02) | Așezare                                                    | sat Măgherani; comuna Măgherani      | „Piscul Cetății”, panta de SE a dealului Várberc, la 1,8 km V-NV de comună 46.58333°N 24.88333°E                        | Latène, Cultura geto-dacică                                | Încarcă foto \| video | Raportează eroare |
| MS-I-m-B-15394.02 (RAN: 118101.02.01) | Așezare                                                    | sat Măgherani; comuna Măgherani      | „Piscul Cetății”, panta de SE a dealului Várberc, la 1,8 km V-NV de comună 46.58333°N 24.88333°E                        | Hallstatt                                                  | Încarcă foto \| video | Raportează eroare |
| MS-I-s-B-15395 (RAN: 118101.03)       | Movila de la Măgherani                                     | sat Măgherani; comuna Măgherani      | „Chiserhed-Orhegy”, „Dâmbulmătăsii”, „Dealul umbrar”, „Dealulfetei”, „Dâmbul cioplit”, „Dealul clopotului”, la N de sat |                                                            | Încarcă foto \| video | Raportează eroare |
| MS-I-s-B-15396 (RAN: 118174.01)       | Villa rustica de la Mărculeni                              | sat Mărculeni; comuna Măgherani      | „Ungna Mare”, la NV de sat 46.61666°N 24.86667°E                                                                        | sec. II - III p. Chr.                                      | Încarcă foto \| video | Raportează eroare |
| MS-I-s-B-15397 (RAN: 119938.01)       | Situl arheologic de la Morești, punct „Citfalău”           | sat Morești; orașul Ungheni          | „Citfalău” |                                                            | Încarcă foto \| video | Raportează eroare |
| MS-I-m-B-15397.01 (RAN: 119938.01.02) | Necropolă                                                  | sat Morești; orașul Ungheni          | „Citfalău”, în jurul bisericii cătunului dispărut Citfalău                                                              | sec. XII, sec. XIV - XVII                                  | Încarcă foto \| video | Raportează eroare |
| MS-I-m-B-15397.02 (RAN: 119938.01.01) | Așezare                                                    | sat Morești; orașul Ungheni          | „Citfalău”, în jurul bisericii cătunului dispărut Citfalău                                                              | sec. II - III p. Chr.                                      | Încarcă foto \| video | Raportează eroare |
| MS-I-s-A-15398                        | Situl arheologic de la Morești, punct „Podei sau Cetățuia” | sat Morești; orașul Ungheni          | „Podei sau Cetățuia” |                                                            | Încarcă foto \| video | Raportează eroare |
| MS-I-m-B-15398.01                     | Așezare fortificată                                        | sat Morești; orașul Ungheni          | „Podei sau Cetățuia”, platou dominant pe malul drept al Mureșului, la N de sat                                          | sec. XI - XII                                              | Încarcă foto \| video | Raportează eroare |
| MS-I-m-A-15398.02                     | Așezare fortificată                                        | sat Morești; orașul Ungheni          | „Podei sau Cetățuia”, platou dominant pe malul drept al Mureșului, la N de sat                                          | sec. V - VI                                                | Încarcă foto \| video | Raportează eroare |
| MS-I-m-A-15398.03                     | Așezare                                                    | sat Morești; orașul Ungheni          | „Podei sau Cetățuia”, platou dominant pe malul drept al Mureșului, la N de sat                                          | Epoca migrațiilor                                          | Încarcă foto \| video | Raportează eroare |
| MS-I-m-A-15398.04                     | Așezare rurală                                             | sat Morești; orașul Ungheni          | „Podei sau Cetățuia”, platou dominant pe malul drept al Mureșului, la N de sat                                          | sec. III p. Chr.                                           | Încarcă foto \| video | Raportează eroare |
| MS-I-m-A-15398.05                     | Necropolă                                                  | sat Morești; orașul Ungheni          | „Podei sau Cetățuia”, platou dominant pe malul drept al Mureșului, la N de sat                                          | sec. II - III p. Chr.                                      | Încarcă foto \| video | Raportează eroare |
| MS-I-m-A-15398.06                     | Așezare                                                    | sat Morești; orașul Ungheni          | „Podei sau Cetățuia”, platou dominant pe malul drept al Mureșului, la N de sat                                          | sec. III a. Chr.                                           | Încarcă foto \| video | Raportează eroare |
| MS-I-m-A-15398.07                     | Așezare                                                    | sat Morești; orașul Ungheni          | „Podei sau Cetățuia”, platou dominant pe malul drept al Mureșului, la N de sat                                          | Epoca bronzului târziu, Cultura Noua                       | Încarcă foto \| video | Raportează eroare |
| MS-I-m-A-15398.08                     | Așezare                                                    | sat Morești; orașul Ungheni          | „Podei sau Cetățuia”, platou dominant pe malul drept al Mureșului, la N de sat                                          | Epoca bronzului, Cultura Schneckenberg; cultura Wietenberg | Încarcă foto \| video | Raportează eroare |
| MS-I-m-B-15398.09 (RAN: 119938.02.01) | Așezare                                                    | sat Morești; orașul Ungheni          | „Podei sau Cetățuia”, platou dominant pe malul drept al Mureșului, la N de sat 46.50834°N 24.35417°E                    | Neolitic, Cultura Starčevo - Criș                          | Încarcă foto \| video | Raportează eroare |
| MS-I-m-A-15398.10                     | Așezare                                                    | sat Morești; orașul Ungheni          | „Podei sau Cetățuia”, platou dominant pe malul drept al Mureșului, la N de sat                                          | Eneolitic, Cultura Coțofeni                                | Încarcă foto \| video | Raportează eroare |
| MS-I-s-B-15399 (RAN: 115021.01)       | Drum roman                                                 | sat Murgești; comuna Acățari         | între satele Murgești și Riteni 46.51389°N 24.66667°E                                                                   | Epoca romană                                               | Încarcă foto \| video | Raportează eroare |
| MS-II-m-A-15720                       | Biserica de lemn „Sf. Arhangheli din Sântandrei”           | oraș Miercurea Nirajului             | Str. Bisericii 14 | 1843                                                       | Alte imagini          | Raportează eroare |
| MS-II-a-A-15721                       | Ansamblul bisericii reformate din Sântana Nirajului        | oraș Miercurea Nirajului             | Str. Sântana 119 | sec. XV - XVIII                                            | Alte imagini          | Raportează eroare |
| MS-II-m-A-15721.01                    | Biserica reformată                                         | oraș Miercurea Nirajului             | Str. Sântana 119 | sec. XV                                                    | Alte imagini          | Raportează eroare |
| MS-II-m-A-15721.02                    | Clopotniță din lemn                                        | oraș Miercurea Nirajului             | Str. Sântana 119 | sec. XVIII                                                 | Alte imagini          | Raportează eroare |
| MS-II-m-B-15722                       | Casă                                                       | oraș Miercurea Nirajului             | Str. Trandafirilor 78                                                                                                   | 1908                                                       | Încarcă foto \| video | Raportează eroare |
| MS-II-m-B-15723                       | Fosta Judecătorie de plasă                                 | oraș Miercurea Nirajului             | Str. Trandafirilor 79                                                                                                   | 1905                                                       |                       | Raportează eroare |
| MS-II-m-A-15715 (RAN: 116910.01)      | Biserica unitariană                                        | sat Maiad; comuna Gălești            | 84 | sec. XIV - XVIII                                           | Alte imagini          | Raportează eroare |
| MS-II-m-A-15716 (RAN: 115441.03)      | Castelul Bethlen                                           | sat Mădăraș; comuna Mădăraș          | 42 46.60575°N 24.43729°E                                                                                                | 1517                                                       | Încarcă foto \| video | Raportează eroare |
| MS-II-a-B-15717                       | Ansamblu rural „Str. Principală”                           | sat Măgherani; comuna Măgherani      | Str. Principală, ambele laturi                                                                                          | sf. sec. XIX                                               | Alte imagini          | Raportează eroare |
| MS-II-a-A-15718                       | Ansamblul bisericii evanghelice                            | sat Măgheruș; comuna Nadeș           | 114 46.3219°N 24.6881°E                                                                                                 | sec. XIV - XIX                                             | Alte imagini          | Raportează eroare |
| MS-II-m-A-15718.01                    | Biserica evanghelică, cu turnul-clopotniță                 | sat Măgheruș; comuna Nadeș           | 114 | sec. XIV - XVI                                             |                       | Raportează eroare |
| MS-II-m-A-15718.02                    | Zidul de incintă cu turnul de poartă                       | sat Măgheruș; comuna Nadeș           | 114 | sec. XVI, transf.1725 și 1814                              |                       | Raportează eroare |
| MS-II-m-B-15719 (RAN: 118218.01)      | Conacul Keresztes-Eperjesi (primăria comunei)              | sat Mica; comuna Mica                | 56 46.35807°N 24.38252°E                                                                                                | sf. sec. XVIII                                             | Alte imagini          | Raportează eroare |
| MS-II-m-A-15724                       | Castelul Haller                                            | sat Mihai Viteazu; comuna Saschiz    | f. n. 46.15533°N 25.02361°E                                                                                             | sec. XVI - XVIII                                           |                       | Raportează eroare |
| MS-II-m-B-15725                       | Casă                                                       | sat Mihai Viteazu; comuna Saschiz    | Str. Principală 28 | 1909                                                       | Încarcă foto \| video | Raportează eroare |
| MS-II-m-A-15726 (RAN: 120101.01)      | Biserica unitariană                                        | sat Mitrești; comuna Vărgata         | 58 | sec. XIII - XVII                                           | Alte imagini          | Raportează eroare |
| MS-II-m-A-15727 (RAN: 117140.02)      | Biserica de lemn „Sf. Arhangheli”                          | sat Moișa; comuna Glodeni            | f. n. | 1752                                                       | Alte imagini          | Raportează eroare |
| MS-II-a-B-15728                       | Ansamblu rural - case românești                            | sat Morăreni; comuna Rușii-Munți     | De la nr. 1-5 | înc. sec. XX                                               | Încarcă foto \| video | Raportează eroare |
| MS-II-m-A-15729 (RAN: 118334.03)      | Biserica reformată                                         | sat Moșuni; oraș Miercurea Nirajului | 76 | 1780                                                       | Alte imagini          | Raportează eroare |
| MS-II-m-B-15730                       | Biserica de lemn „Sf. Arhangheli”                          | sat Mura Mare; comuna Gornești       | | sec. XVII                                                  | Alte imagini          | Raportează eroare |
| MS-II-m-B-15731 (RAN: 117220.02)      | Biserica de lemn „Sf. Arhangheli” și „Sf. Nicolae”         | sat Mura Mică; comuna Gornești       | Pe deal, în cimitir | sec. XVII                                                  | Alte imagini          | Raportează eroare |